# Lech Niemojewski

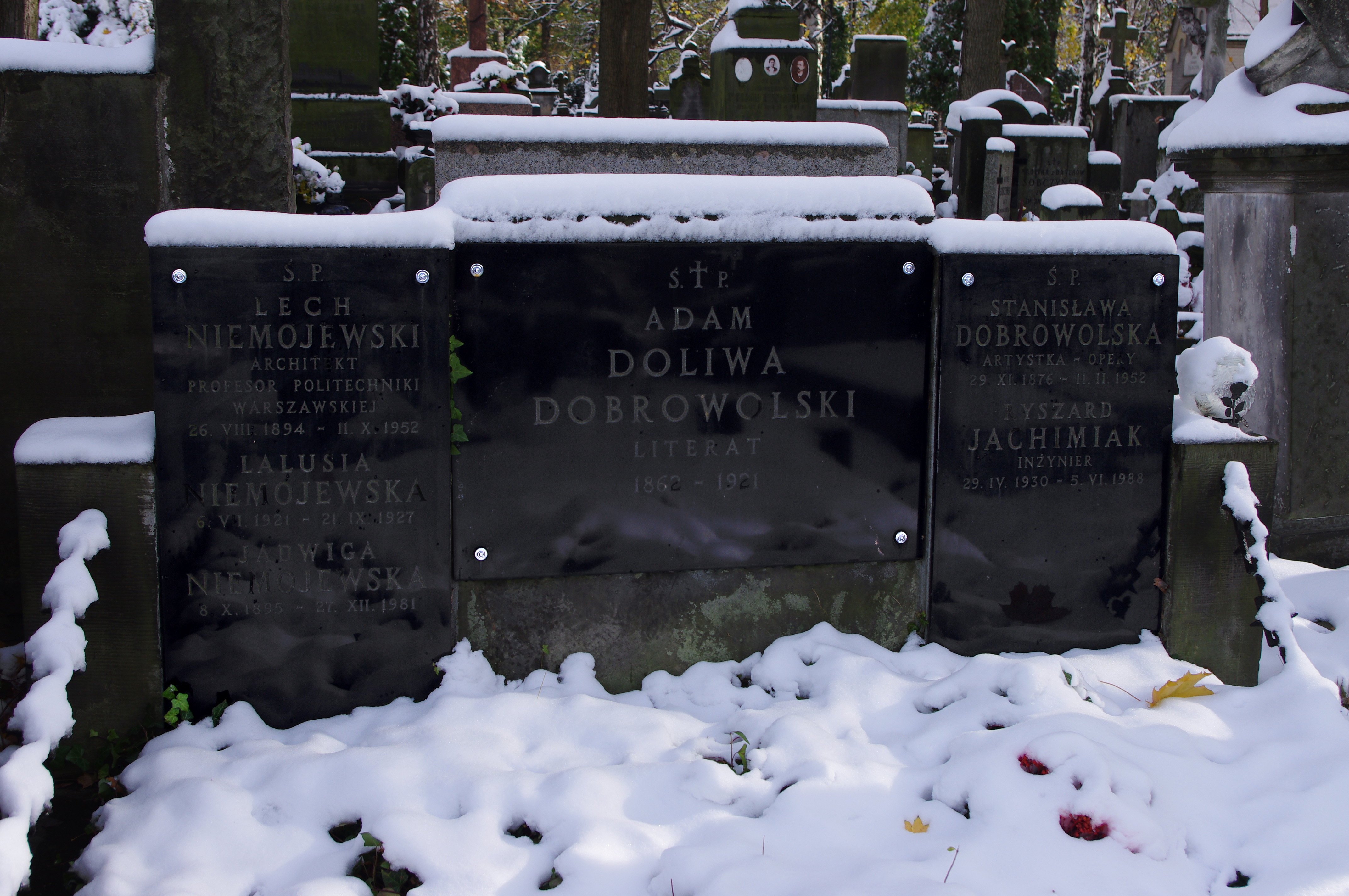
Grób architekta Lecha Niemojewskiego oraz jego teściów – literata Adama Doliwy Dobrowolskiego i śpiewaczki operowej Stanisławy Dobrowolskiej na Starych Powązkach w Warszawie

Lech Niemojewski (ur. 26 sierpnia 1894 w Sosnowcu, zm. 11 października 1952 w Warszawie) – polski architekt, profesor na Wydziale Architektury Politechniki Warszawskiej, syn pisarza Andrzeja Niemojewskiego. Jego żoną była Jadwiga, córka Adama Dobrowolskiego i Stanisławy Dobrowolskiej (z d. Szczepankiewicz).

## Życiorys
Uczył się w V Gimnazjum w Warszawie. Rozpoczął w 1912 studia matematyczne w Towarzystwie Kursów Naukowych, w następnym roku rozpoczął studia architektury, najpierw we Lwowie, potem na Wydziale Architektury Politechniki Warszawskiej, a także w latach 1916-1922 grafikę w Szkole Sztuk Pięknych.
Brał udział w wojnie polsko-rosyjskiej. Studia architektoniczne ukończył w 1922. Po zgonie prof. Stanisława Noakowskiego w 1928 objął katedrę historii sztuki. W 1933 otrzymał stopień profesora nadzwyczajnego.
W 1926 zrealizował projekt willi w Wejherowie. Zrealizował też projekty kościoła w Białymstoku, Instytutu Propagandy Sztuki w Warszawie oraz willę prof. Tadeusza Pruszkowskiego w Kazimierzu Dolnym.
Był autorem wnętrz statków pasażerskich MS Piłsudski i MS Batory, jak również projektantem zabudowań dworcowych stacji Piekary Śląskie Szarlej. Wykładał technikę i sztukę budowy miast w Wolnej Wszechnicy Polskiej w Warszawie (przedmiot: organizacje społeczne w samorządzie). W 1937 był komisarzem polskiego pawilonu na Wystawie Światowej w Paryżu w 1937.
W 1938 został odznaczony Krzyżem Komandorskim Legii Honorowej.
W czasie walk o stolicę we wrześniu 1939 był komendantem Straży Obywatelskiej na Mokotowie. W czasie okupacji wykładał na tajnym Wydziale Architektury Politechniki Warszawskiej i zasiadał w Komisji Rzeczoznawców Urbanistycznych. We wrześniu 1944 roku w jego dom na Saskiej Kępie trafił niemiecki pocisk i dzięki wsparciu prezydenta miasta Mariana Spychalskiego Niemojewski wraz z żoną wyjechali do Lublina. Zaangażował się w działania pod auspicjami PKWN, m.in. współpracował przy organizacji Politechniki Warszawskiej i został prezesem reaktywowanego w Lublinie SARP.
We wrześniu 1945 objął katedrę Historii Sztuki i Architektury Średniowiecznej na warszawskim Wydziale Architektury. W 1947 roku ofiarował pałacowi Na Wyspie kilkanaście sztuk mebli zakupionych w 1807 roku przez jego pradziada Józefa Niemojewskiego od siostry Stanisława Augusta Poniatowskiego. Pełnił funkcję dziekana Wydziału Architektury. W roku 1952 został pozbawiony funkcji. Pretekstem do nagonki stała się jego książka Uczniowie Cieśli której aktywiści partyjni zarzucali niezgodność z obowiązującą wówczas ideologią. 
Pochowany na cmentarzu Powązkowskim (kwatera T-4-5/6).
Materiały archiwalne Lecha Niemojewskiego znajdują się w PAN Archiwum w Warszawie pod sygnaturą III-67.

## Dzieła o architekturze
- Lech Niemojewski: Konstruktywizm w architekturze.Trzaska, Evert i Michalski, Warszawa 1933
- Lech Niemojewski: Siedem Cudów Świata. wyd. 1 – 1938, wyd. 2 – Ex Libris, Warszawa 1948
- Lech Niemojewski: Uczniowie Cieśli. Rozważania nad zawodem architekta. Trzaska, Evert i Michalski, Warszawa 1948